# Caballo Falabella
El caballo Falabella es una raza de caballos miniatura,  más pequeña que los ponis, resultado de cruces intencionados entre diversas razas de ponis, entre las que se encuentran el poni de las Shetland, razas criollas y Pura Sangre. Se creó en Argentina y debe su nombre a la familia Falabella, que dirige el principal centro de cría desde el siglo XIX. Se dio a conocer en muchos países y la raza estuvo de moda a mediados del siglo XX.
Tiene una talla media de 75 cm y un peso medio de 75 kg. Es una de las razas de caballos miniatura más pequeñas del mundo. Dada su talla, no es apta para la monta y sí para el acompañamiento a pie, los enganches ecuestres, el entrenamiento con cuerda y para cierto método de doma con riendas y fusta. Además, es utilizado como animal de compañía y para equinoterapia. Hay que tener en cuenta que para su tenencia, este animal necesita de una vida en el exterior y conocimientos técnicos equinos. Aun teniendo amplia difusión mundial, es una raza en peligro, dados los cruces con otras razas y lo disperso de su distribución.
Es de carácter tranquilo y dócil.

## Historia
La creación del Falabella es, probablemente, uno de los procesos de selección de un caballo miniatura mejor documentado. Durante un tiempo, los términos «Falabella» y «caballo miniatura» se usaron como sinónimos.

### Origen
Se conjetura que la raza Falabella pudo crearse por un cruce entre un semental Pura Sangre y pequeños ponis europeos, si bien su origen es impreciso.
La FAO propone como su probable origen a la raza Shetland. Efectivamente, estudios genéticos han demostrado una estrecha proximidad entre Falabella y Shetland, si bien podría ser debido a cruces tardíos entre estas dos razas.
Por otra parte, el análisis del clúster de genes muestra que esta raza está más próxima al Pura Sangre que al caballo Ibérico, tal vez en el grupo del clúster del poni de las Shetland, de los caballos miniatura, del caballo Appaloosa y del caballo islandés.

## Selección
El nombre de esta raza procede de su creador y criador original Julio César Falabella, desarrollada a mediados del siglo XIX. El caballo Falabella es originario del sur de Buenos Aires, en Argentina. Los indígenas pampas de la región poseen caballos pequeños, probablemente una adaptación del caballo criollo a las condiciones ambientales. Aunque esta información pueda tener tintes de leyenda, el irlandés Patrick Newtall se habría interesado en estos animales en un viaje realizado en 1845 y se habría hecho con algunos ejemplares. Con ellos, realizó una cría selectiva, llegando, en 1853, a obtener una yeguada de caballos miniatura, con una talla inferior a los 92 cm. Aunque la familia Falabella nunca ha revelado los secretos de la cría, se supone que se trató de una cría selectiva durante varias generaciones, seleccionando los animales más pequeños, con el conocimiento de que la yegua condiciona más que el semental la talla del potro.
La cría pasó, en 1879, al heredero, Juan Falabella. Juan continuó experimentando con el cruce de distintas razas: purasangres de talla pequeña, caballo de las Shetland (el poni más pequeño conocido en esos años) y el caballo criollo. Se considera que la raza ya está fijada en 1893, con una conformación más armoniosa. Juan Falabella utilizó cruces con caballos Shetland importados de Inglaterra, Bélgica y Holanda.
En 1905, la cría de estos caballos miniatura recae sobre Emilio Falabella, hijo de Juan, que continúa con el trabajo de selección morfológica. En 1927, César Falabella hereda, a su vez, la ganadería familiar. Lleva un registro genealógico y da a conocer la raza en todo el mundo con el nombre de minihorse.

## Reconocimiento
Bajo la dirección de Julio César Falabella, la ganadería llega a tener 700 yeguas reproductoras. En 1937, nace el semental  Napoleón I, de capa pío alazán, y pasa a ser uno de los fundadores de la raza.  Este caballo vivió 42 años. Tras su muerte, la familia Falabella erigió un monumento en su honor. La mayor parte de los Falabella actuales descienden de Napoleón I. Los Falabella son reconocidos oficialmente como raza en los años 1940. En los años siguientes, se exporta a los Estados Unidos, Europa y Extremo Oriente. A principios de los años 1960, aparecen varios artículos  en National Geographic, Western Horseman y otras revistas. Varios periodistas viajan a Argentina para entrevistar a Julio César Falabella, que dice que desea que estos caballos sean conocidos con el nombre de miniature horses. El Falabella alcanza una gran popularidad y se sigue exportando a todo el mundo. Los adquieren diversas celebridades, actores, presidentes, reyes y príncipes. En 1962, dos de estos caballos se venden a la familia Kennedy. Nelson Rockefeller y Wayne Newton se sabe que adquirieron también caballos Falabella. En 1962, Regina Winery exporta caballos Falabella a Estados Unidos. En los años 1970, las exportaciones a Estados Unidos impulsan la creación de la Falabella Miniature Horse Association y la consiguiente creación, en 1973, del primer libro genealógico de la raza. Julio César Falabella presenta sus caballos en París, en mayo de 1979.
El primer criadero europeo, Kilverstone Miniature Horse Stud, se implanta en Inglaterra. Sus fundadores, Lord y Lady Rosamond Fisher, visitan a la familia Falabella con el fin de adquirir cuatro sementales y una serie de yeguas. El semental llamado Menelek, de capa leopardo, es uno de los originarios de ese criadero británico, en 1977. Al morir Julio César Falabella, en 1980, María L.B. de Falabella y su hija, se hacen cargo de la dirección de esa empresa familiar argentina.

## Descripción
Los Falabella son considerados caballos miniatura y no ponis, ya que presentan características morfológicas propias de los caballos.  En particular, están alejados de los atributos morfológicos  de los Shetland. La alzada media recomendada para el prototipo de la raza es de 75 cm, variando entre 70 y 80 cm. Los más buscados tienen menos de 70 cm de alzada .  El peso medio adulto varía de 70 a 80 kg; al nacer pesan entre 10 y 15 kg.
La cabeza debe presentar las características del caballo y estar bien proporcionada respecto al cuerpo, si bien, en muchos individuos,  recuerda a la de sus ancestros Shetland. La orejas son muy pequeñas, separadas, ojos afables y tranquilos, perfil rectilíneo, ollares pequeños y abiertos. Cola larga. Dorso bien formado, pero con la parte trasera débil. Las cuartillas no tienen pelos largos y las crines son, por el contrario, abundantes. Idealmente, un Falabella debe tener una conformación armoniosa. Las variaciones entre generaciones son escasas.
Los ejemplares más buscados son los que recuerdan a los Pura Sangre en miniatura. La actitud para la equitación es enérgica.

## Capa
Son variadas. Las más frecuentes son la castaña y la negra, ocasionalmente en forma pía.  Las capas de tipo leopardo y pío fueron particularmente seleccionadas por Julio Falabella.

## Temperamento y cuidados
Este caballo miniatura es dócil y tranquilo. Puede desplegar una gran fuerza respecto a su alzada. Tiene las mismas necesidades que un caballo de talla clásica. Su fuerza y sus características físicas requieren unos conocimientos ecuestres mínimos. Necesita de espacio, pista de ejercicios, lugar cubierto, box o establo. Se le debe hacer trabajar y moverse para que se mantenga en forma. El Falabella es un animal rústico, que no requiere cuidados especiales. Resiste las situaciones meteorológicas más duras. Es excepcionalmente longevo, pudiendo llegar a los 40 o 45 años de edad. No necesita una alimentación especial.
Es una raza estimada por su resistencia y aguante, y por su presencia.

## Selección
El semental alazán pío Napoleón I es el ancestro común de la mayoría de los Falabella conocidos, junto con el semental alazán Jaucinto 168 Falabella, nacido en 1968. En comparación con las otras razas de caballos miniatura, los Falabella tienen la ventaja de haber fijado genéticamente la pequeña alzada, lo que permite obtener  ejemplares de talla estándar sin tener que hacer apenas trabajo de selección.
Hay varias asociaciones de la raza. La Falabella Miniature Horse Association americana, registra los animales que proceden de la cabaña argentina. Posteriormente, la familia Falabella creó la «Asociación de criadores de caballos Falabella»' (ACCF), con su propio registro genealógico, para inscribir los caballos de su criadero. El nombre de la raza está protegido. En las exportaciones, los animales van acompañados de un documento de registro que certifica su origen.
La raza puede verse afectada de artrosis escápulo humeral y de enanismo.

## Usos
La raza Falabella se ha probado tanto en enganches como para ser montada. En los años 1970, un grupo de estos caballos  partió de Ushuaia con destino a La Quiaca, al norte de Argentina, acarreando un cargamento de licor. Esta operación promocional permitió descubrir la sorprendente resistencia de esta raza, que recorrió milies de kilómetros en el viaje.
Se usa con niños, discapacitados o no, para enseñarles respeto y responsabilidad, así como el desarrollo de su socialización. Está considerado como un remedio contra el estrés. Se usa como un recurso, tanto en niños como en adultos, para devolverles la confianza. 
También se les usa para presentaciones llevados de las riendas, concursos de salto de obstáculos con cuerda (sin jinete) y, a veces, en circos. Puede trabajarse con cuerda y con riendas largas, como cualquier caballo. Se le puede someter a doma con cuerda, pero en ningún caso con jinete.

### Animal de compañía
El caballo Falabella es apreciado como animal de compañía . Se le lava y se le mima como si fuera una muñeca. A menudo, los profesionales del mundo equino se oponen a esta forma de tenencia del caballo Falabella. La atracción por los animales enanos está ligada al capricho por los animales de compañía. Según Éric Barat, el caballo Falabella es buscado por personas neorrurales y rururbanas, que no practican equitación y que desean el apego sentimental del animal, al que conservan prados. Esto contribuye a su conversión en animal de compañía. Jean-Pierre Digard, quien comparte esta visión, considera que este caballo, aunque sea miniatura, no puede vivir en una vivienda, aunque solo sea porque no puede controlar sus esfínteres.

## Cruzamientos

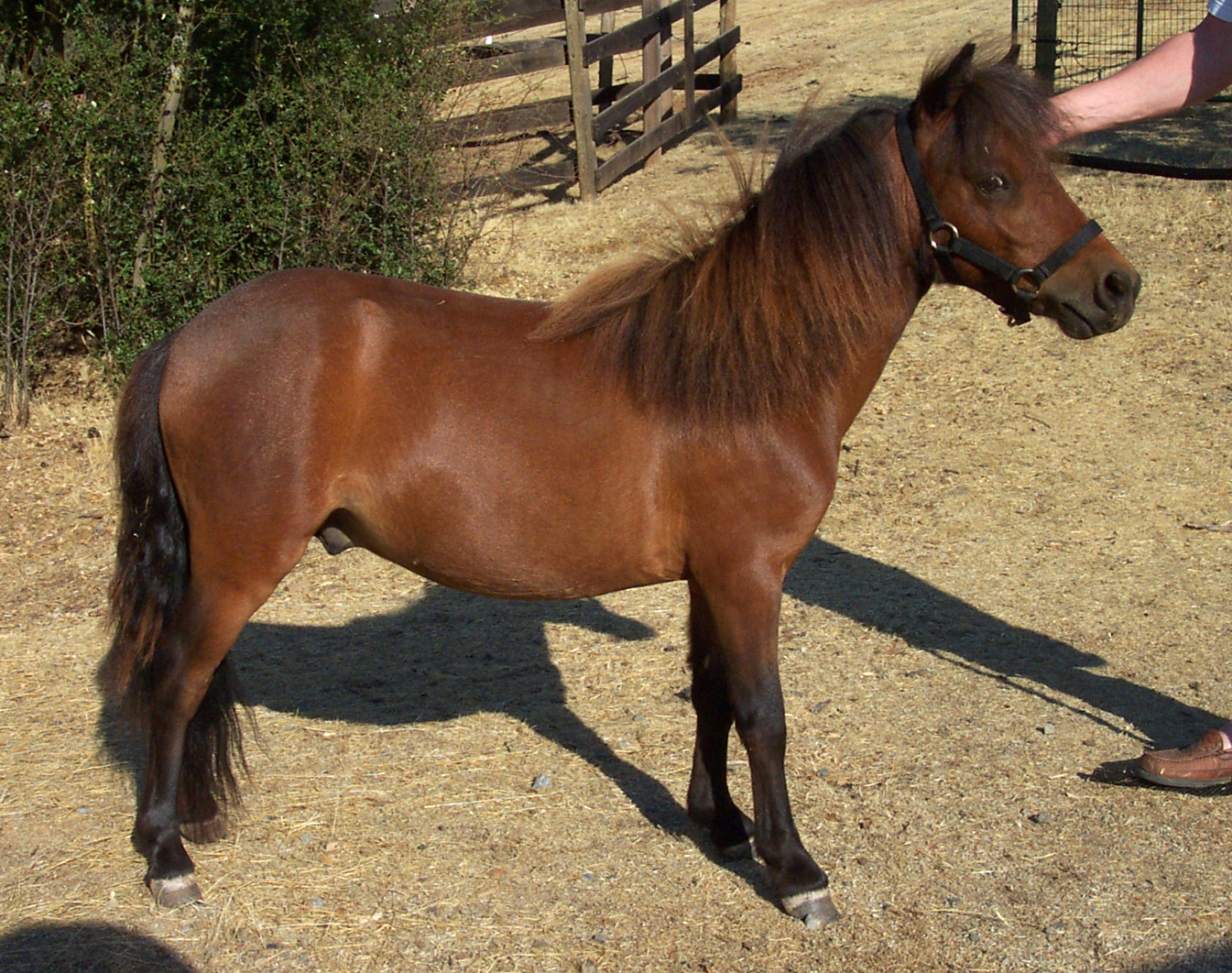
Falabella Blend de 16 meses

Cruces entre caballos Falabella y de raza Miniatura Americano, dieron el Falabella Blend miniatura, cuyo registro genealógico lo gestiona, en Estados Unidos, la asociación del mismo nombre. En los años 1980, la criadora Laurie Stevens fue la que desarrolló este cruzamiento. Sus caballos, llamados Falabella Blends, fueron ganando popularidad, hasta el punto de que, en los años 1990, esta nueva raza ya era famosa. Los ejemplares se registran tanto por las asociaciones del Falabella, como por las del caballo Miniatura Americano. En 2001, Laurie Stevens creó un registro aparte, único que se acepta para registrar todos los Falabella Blend del mundo. En su pedigrí, se requiere del 25 al 75 % de sangre Falabella en todos los ejemplares. Por ejemplo, para mejorar la robustez cara al enganche, son frecuentes los cruces con caballos de raza Shetland o de otras razas de caballos miniatura. Algunos particulares pueden poner a la venta, fraudulentamente, caballos mini Shetland como si fueran Falabella.

## Difusión de la cría
La raza Falabella fue considerada por un estudio de la Universidad de Upsala (2010) como una raza local, de difusión transfronteriza y en peligro de extinción (estado de conservación «EN», o sea, «en peligro») Los Falabella son, en efecto, bastante escasos: en Argentina, el censo de la FAO realizado en 1993, reveló la existencia de menos de 600 ejemplares de raza pura.
De todos modos, esta raza se cría en toda América del Sur, Estados Unidos,  Australia, Países Bajos con 300 individuos censados en 2009, Alemania con 20 ejemplares en 2016 y en el Reino Unido.  El criador inglés Kilverstone Miniature Horse Stud, es el principal  productor europeo de caballos Falabella. En Francia, esta raza está presente en la mayoría de los eventos relacionados con la especie caballar, como el Salón Internacional de la Agricultura, el Salón del Caballo de París y Cheval Passion de Aviñón, si bien, no está registrado en la base de datos DAD-IS de la Fao entre las razas criadas en este país, caso idéntico al de Bélgica y Suiza.